# Louise Glück
Louise Elisabeth Glück (New York, 22. travnja 1943. — 8. rujna 2023.) američka je pjesnikinja i esejistica. 2020. godine dobila je Nobelovu nagradu za književnost za  " nepogrešiv pjesnički glas koji strogom ljepotom individualno iskustvo čini univerzalnim". Dobitnica je mnogih glavnih književnih nagrada u Sjedinjenim američkim državama, uključujući Državnu humanističku medalju, Pulitzerovu nagradu za književno djelo, Državnu nagradu za knjigu, Nagradu Nacionalnog kruga kritičara knjige i Nagradu Bollingen. 
Glück često opisuju kao autobiografsku pjesnikinju; njezino je djelo poznato po svom emocionalnom intenzitetu i po tome što se često oslanja na mit, povijest ili prirodu kako bi odrazila osobna iskustva i suvremeni život.

## Biografija
Glück je rođena u New Yorku, a odrasla je na njujorškom Long Islandu. Predavala je na koledžu Sarah Lawrence i Sveučilištu Columbia, ali nije stekla diplomu. Uz autorsku karijeru, karijeru je imala i u akademskim krugovima kao učiteljica poezije na nekoliko institucija.
U svom se radu Glück usredotočila na rasvjetljavanje aspekata traume, želje i prirode. Istražujući ove široke teme, njezina je poezija postala poznata po svojim iskrenim izrazima tuge i izolacije. Znanstvenici su se također usredotočili na njezinu izgradnju pjesničkih persona i odnos između autobiografije i klasičnog mita.
Trenutno je Glück izvanredna profesorica i pisac na Sveučilištu Yale. Živi u Cambridgeu u Massachusettsu.